# Prades (Alta Loira)
Prades (in occitano Pradas) è un comune francese di 62 abitanti situato nel dipartimento dell'Alta Loira nella regione dell'Alvernia-Rodano-Alpi.

## Società

### Evoluzione demografica
Abitanti censiti